# Poanas, Gómez Palacio
Poanas är en ort i Mexiko.   Den ligger i kommunen Gómez Palacio och delstaten Durango, i den centrala delen av landet, 800 km nordväst om huvudstaden Mexico City. Poanas ligger 1 125 meter över havet och antalet invånare är 10 249.
Terrängen runt Poanas är platt åt nordost, men åt sydväst är den kuperad. Runt Poanas är det tätbefolkat, med 308 invånare per kvadratkilometer. Poanas är det största samhället i trakten. Trakten runt Poanas består till största delen av jordbruksmark.